# Château de la Martinie
Le château de la Martinie est un château français implanté sur la commune de Segonzac dans le département de la Dordogne, en région Nouvelle-Aquitaine.

## Historique
Le nom de la Martinie n'apparaît pas dans les textes concernant Segonzac avant que les La Faye s'y installent. Segonzac appartenait à Hélie Vigier qui n'a eu que trois filles. L'aînée, Madelaine Vigier, a épousé en 1572 Raymond de Bardon et lui a transmis le château de Segonzac. Les deux autres filles se sont mariées par contrat, le 4 avril 1582, l'une, Antoinette, avec François de La Faye, la cadette, Jeanne Vigier, avec Alain de La Faye (†20 mai 1629), frère cadet de François et fils de François de La Faye, co-seigneur des Roberts, et  Antoinette Aymeric du Chastaing. François de La Faye s'est établi au château de Chardeuil, près d'Excideuil, qu'il a reconstruit.
Alain de La Faye a eu en dot la métairie de la Martinie, à Coulaures. Il a construit le château sur les terres de sa femme, à Segonzac, et lui a donné le nom de la Martinie. Le château de la Martinie était construit le 13 février 1611, au moment du mariage de son fils, Pierre de La Faye, avec Isabeau de Lambertie. Dans le contrat de son deuxième fils, Poncet de La Faye, qui s'est marié en 1624 avec Isabeau de Solminhiac, il est écrit « habitant au chasteau de la Martynie, paroisse de Segonzac, au dict Périgord ». Le château a dû être construit entre 1582 et 1611 autour d'un bâtiment du XVe siècle couronné de mâchicoulis portant un chemin de ronde crénelé.
Le château ne devait pas être terminé à la mort d'Alain de La Faye. L'inventaire fait après la mort d'Isabeau de Lambertie, en 1653, parle d'un pavillon neuf qui est probablement la tour située à l'est de l'enceinte et divisée par un plancher en deux pièces superposées avec cheminées. La cour du château était alors close par une enceinte. Cette cour pouvait servir de refuge à la population des environs. Dans l'inventaire, le notaire note qu'il a dû attendre avant de rédiger le document « à cauze des troubles et guerres qui estoit lors dans le présent pays de Périgord, à cause de la multitude de plusieurs familhes qui s'estoit réfugiées dans le présent chasteau avec leurs meubles ».
Le porche d'entrée et la galerie qui l'accompagne doit probablement être postérieure comme doit le montrer l'inscription obscure : ADL. DLFE. ID. V. 1660
Le château est resté la propriété des La Faye jusqu'à la Révolution. La veuve La Faye est enfermée dans une maison de réclusion à Ribérac et doit payer une taxe révolutionnaire sur les riches égoïstes,. Le château a alors été vendu comme bien national. Il a été ensuite racheté par le vicomte de Segonzac.

## Protection
Le château est inscrit au titre des monuments historiques le 28 septembre 1970.

## Description
Le château de la Martinie est situé sur la crête entre les vallées de la Dronne et de l'Isle. Son plan rappelle celui du château de Beauséjour.